# Davallia truncata
Davallia truncata là một loài dương xỉ trong họ Davalliaceae. Loài này được D. Don mô tả khoa học đầu tiên năm 1825.